# Turbinia
Turbinia je bila prva ladja na svetu, ki jo je poganjala parna turbina. Zgrajena je bila leta 1894 kot eksperimentalna ladja. S hitrostjo 34,5 vozloov (63,9 km/h) je bila zlahka najhitrejša ladja svojega časa. Razstavljena je v Discovery Museum, njen motor pa v London Science Museum. Turbinia je zelo vplivala na razvoj ladij, ki so sledile.
Charles Algernon Parsons je leta 1884 izumil parno turbino leta 1884. Kmalu je videl potencial za pogon ladij, zato je ustanovil Parsons Marine Steam Turbine Company.
Turbinia je bil splovljena 2. avgusta 1894. Parna turbina je delovala uspešno, pojavljale pa so se težave s kavitacijo na propelerju. Sprva je imela en propeler, kasneje so spremenili konfiguracijo v tri pogonske gredi, vsaka gred je poganjala 3 propelerje - skupaj kar 9 propelerjev.